# Alelopatija
Alelopatíja je biološki pojav, pri katerem določeni organizem proizvaja eno ali več biokemijskih spojin, imenovanih alelokemikalije, ki vplivajo na rast, preživetje in razmnoževanje drugih organizmov. Alelokemikalije imajo lahko koristne oz. pozitivne učinke ali škodljive oz. negativne učinke na tarčne organizme. So skupina sekundarnih presnovkov (metabolitov), ki jih alelopatski organizem ne potrebuje v presnovi (npr. za rast, razvoj in razmnoževanje). Alelokemikalije s škodljivimi učinki so pomemben sestavni del obrambe rastlin pred rastlinojedi.
Alelopatija je značilna za določene rastline, alge, bakterije, korale in glive ter je pomemben dejavnik pri razširjenosti vrst in številčnosti v okviru rastlinskih skupnosti, domnevno pa tudi pri uspehu invazivnih vrst. Negativne alelopatije se ne sme zamenjevati s tekmovanjem za hranilne snovi, kjer rastline tekmujejo za pridobivajo potrebnih snovi brez kemičnega vpliva na druge rastline, čeprav oba procesa lahko pomembno prispevata k uspehu določene vrste v okolju.